# Salix oritrepha
Salix oritrepha är en videväxtart som beskrevs av C. K. Schneider. Salix oritrepha ingår i släktet viden, och familjen videväxter. Utöver nominatformen finns också underarten S. o. amnematchinensis.